# Anna-Lena Lodenius
Elsie Anna-Lena Lodenius, född 30 juni 1958 i Norrtälje, Stockholms län, är en svensk journalist, författare och föreläsare, främst känd för sina studier av autonoma och extremnationalistiska rörelser. Hon har publicerat artiklar i bland annat Expressen, Aftonbladet, Svenska Dagbladet, Dagens Nyheter, Ordfront, Månadsjournalen och Arena.
Anna-Lena Lodenius har varit knuten som researcher och reporter för samhällsprogrammen TV4:s Kalla fakta och SVT:s Striptease samt medverkat i en rad TV- och radioprogram exempelvis Mosaik och UR:s UR-akademin.
Under 1990-talet samarbetade hon med Stieg Larsson och gav bland annat ut boken Extremhögern.
Åren 2003–2004 arbetade hon vid Olof Palmes Internationella Centrum med ett informationsprojekt kallat "Global Respekt", som bland annat bestod av en studiecirkel på Internet
Lodenius fick Vilhelm Moberg-stipendiet 1993 (delas ut av tidningen Arbetaren). 2022 fick hon motta Pennskaftspriset för sin envisa bevakning av högerextremistiska grupper i Sverige.